# 凱迪社區
凯迪社区是中国大陆著名的时政论坛之一，南方报业传媒集团旗下的凯迪网络附属讨论区，开设于海南省海口市，所有者为凯迪网络资讯有限公司，日IP访问量最高日达到80万，同时在线人数常常突破430000。凯迪社区聚集了大批民间人士，他们在此处议政，已经成为中国网络议政的主力军之一，在政治上，无论是左派人士还是右派人士，都可以在这里找到同见者，或者异见者。
其中凯迪社区主打栏目《猫眼看人》，是凯迪社区主要的板块，甚至有时也以猫眼看人指代凯迪社区，其日信息发布量在25000条以上。
凯迪网络（kdnet.net）2000年4月13日以cat898.com的域名上线，2009年8月转至由2002年8月24日注册的现在这个域名kdnet.net。凯迪网络建站于1999年，2000年4月正式发布运行。这是一家以社区、博客、微评为主要平台，发布时政评论、财经评论、文化评论、生活评论等综合信息发布的互动媒体。

## 部分板块
- 猫眼看人，是凯迪社区主要的板块，有时也以猫眼看人指代凯迪社区。
- 中间地带
- 经济风云

## 整改和關閉
中國大陆媒体报道，2017年8月17日上午因用户传播淫秽色情等违法和不良信息、网站未能切实履行内容管理主体责任，海南省互联网信息办公室约谈天涯社区、凯迪网络网站负责人，责令网站限期整改。
2021年3月30日，凯迪社区的猫眼看人欄目突然关闭。